# San Agustín Chayuco
San Agustín Chayuco è un comune del Messico, situato nello stato di Oaxaca.